# Sottostazione elettrica ferroviaria
Gli impianti di sottostazione elettrica (SSE) delle ferrovie smistano, trasformano e convertono l'energia elettrica per l'alimentazione delle linee di trazione elettrica.
Nel caso della rete italiana, esercita da Rete Ferroviaria Italiana, gli impianti di sottostazione elettrica sono di due tipi: quelli per le linee alimentate a 3 kV c.c. (corrente continua) e quelli per le linee alimentate a 2x25 kV c.a. (corrente alternata), per le linee ad alta velocità (AV/AC).

## Caratteristiche

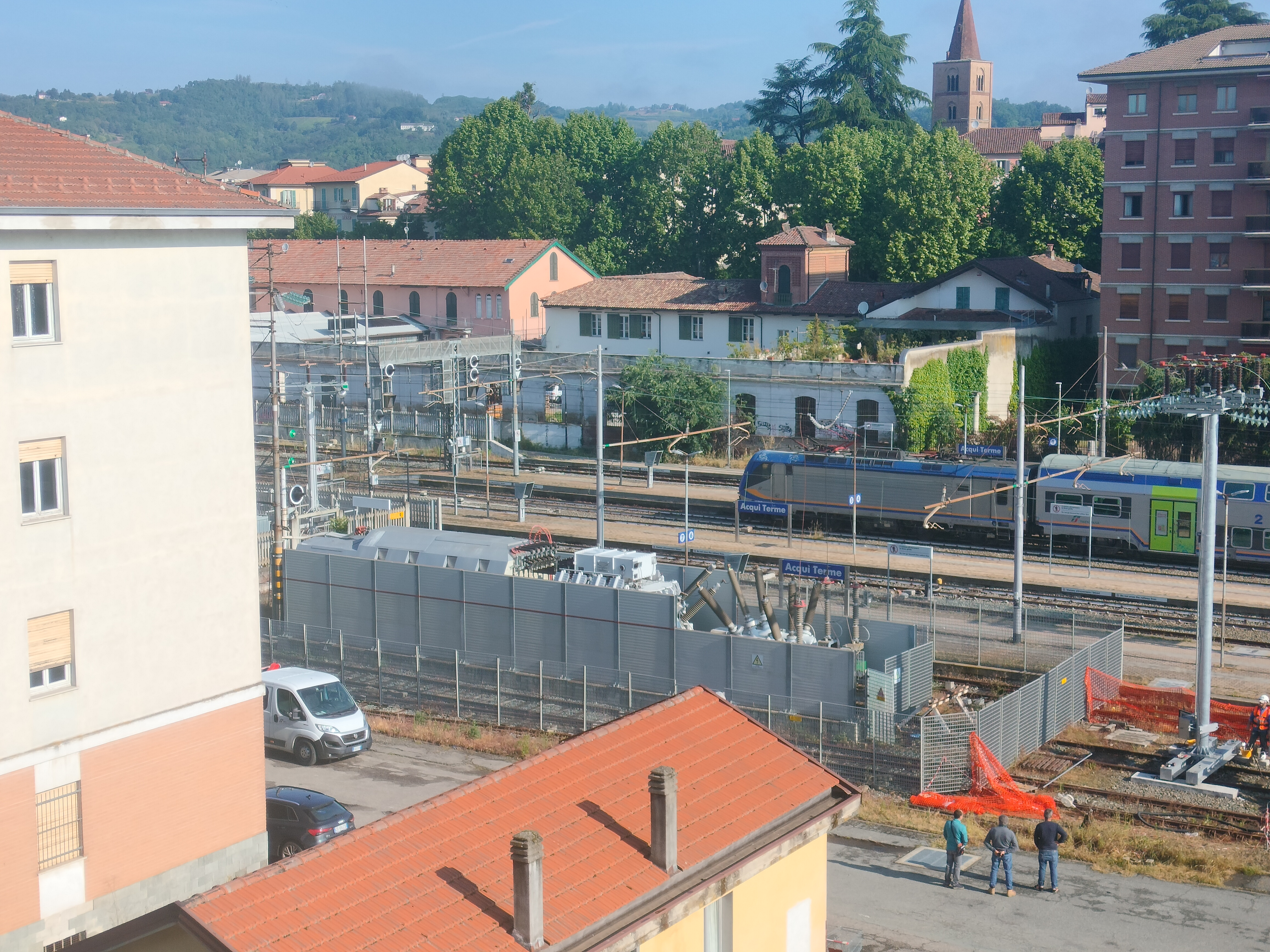
Sottostazione elettrica presente nella stazione di Acqui Terme

Un impianto di SSE a 3 kV c.c. ha la funzione di trasformare e smistare sulle reti primarie di Rete Ferroviaria Italiana (RFI) l'energia elettrica fornita da Terna.
Una SSE è formata da:
- arrivo di linea primaria ad alta tensione (AT);
- una derivazione di un gruppo di trasformazione e/o conversione;
- una derivazione per sottostazione mobile;
- una derivazione per alimentazione media tensione (MT).
- centro di scambio AT, che invia l'energia elettrica alle linee di contatto alla tensione di esercizio;
- la sottostazione elettrica (SSE), poste a distanza opportuna, che trasforma e converte l'energia elettrica in alta tensione per l'alimentazione delle linee elettriche di trazione;
- la postazione fissa, per la sottostazione mobile;
- la cabina TE (trazione elettrica), per lo smistamento su più linee elettriche di trazione;
- il posto di sezionamento automatico (PSA) lungo la linea ferroviaria.

A questi impianti si possono ricondurre anche i sistemi di protezione dai sovraccarichi e cortocircuiti degli impianti di trazione elettrica, come i sezionatori automatici e i dispositivi di rilevamento delle condizioni di guasto, collegati ai sezionatori e interruttori extrarapidi.
Un impianto di SSE a 2x25 kV c.a., è composto similmente come quello da 3 kV c.c., mancante però solo del reparto c.c. Poiché tutto il sistema è in c.a., sono utilizzati solo trasformatori e autotrasformatori, inoltre è anche meno complesso per la mancanza del reparto raddrizzatore e conversione in c.c.

## Descrizione impianto di SSE a 3 kV c.c.

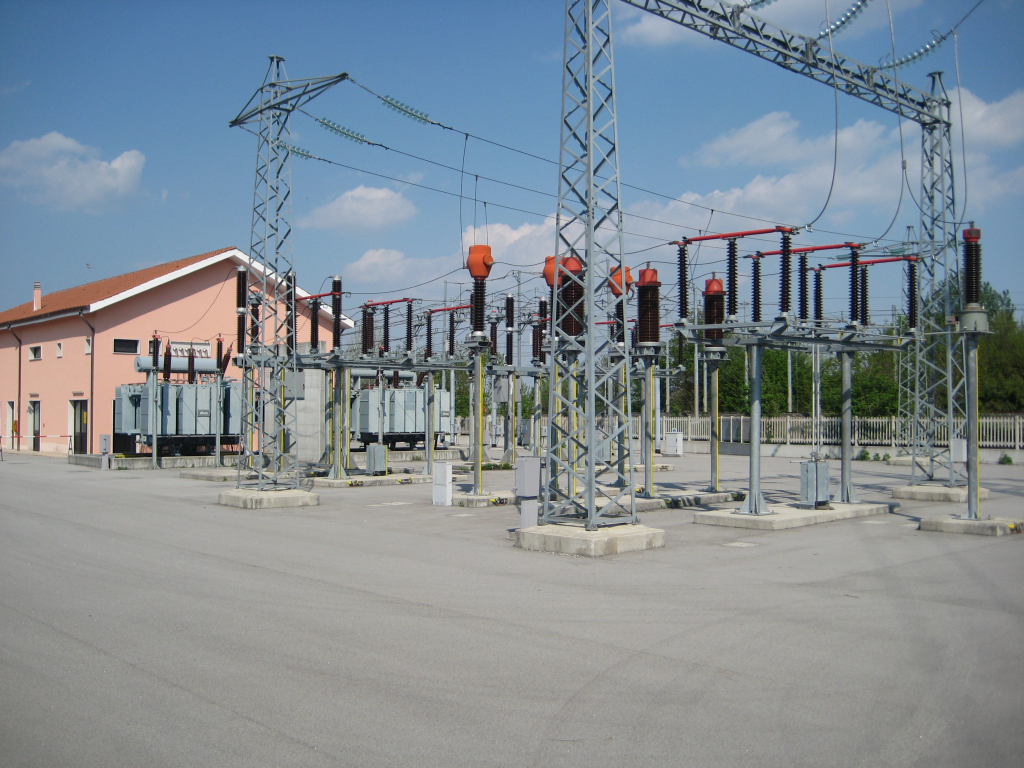
Sotto Stazione Elettrica di RFI per alimentare le linee ferroviarie FS a 3KV c.c.

Ogni sottostazione elettrica di conversione è funzionalmente suddiviso in tre comparti:
per linee a 3 kV:
- reparto AT in c.a. all'aperto.
- reparto 3 kV c.c. al chiuso.
- reparto 3 kV c.c. all'aperto.

### Reparto AT in c.a. all'aperto
Questa parte ha la funzione di alimentazione e smistamento AT, trasformazione e alimentazione m, composta da:
- lo stallo per condutture aeree in AT, riferito all'arrivo della linea primaria, che comprende pali, tralicci e portali, gli isolatori, morse e organi d'attacco, i conduttori di energia, funi di guardia o di terra, le discese di alimentazione, delle sbarre che sono utilizzate per una derivazione di un gruppo di trasformazione e/o conversione, una derivazione per sottostazione mobile, una derivazione per alimentazione MT (Media Tensione);

- il sezionatore AT che comprende l'apparecchiatura di sezionamento che le connessioni, morsettiere AT, isolatori portanti e tiranteria di manovra;
- il comando del sezionatore AT comprendente tutte le apparecchiature per la manovra manuale che motorizzata, il sostegno e collegamenti all'impianto di terra e dispositivi di sicurezza e controllo;
- il comando per la manovra degli interruttori AT comprendente tutta la strumentazione per il controllo e gli indicatori di posizione e collegamenti di terra;
- i trasformatori di corrente e i trasformatori e riduttori di tensione utilizzati per le misure e protezioni;
- il terminale di linea AT o MT che sono linee trifase in cavo collegati alla linea aerea.

La trasformazione e alimentazione in MT è composta da:
- terna di scaricatori AT, connessioni AT e i collegamenti all'impianto di terra;
- i trasformatori AT/AT e AT/MT di interconnessione tra sistemi AT a diverse tensioni e trasformatori di gruppo per sottostazioni di conversione, ma anche i trasformatori di alimentazione delle reti MT (10 kV-27 kV);
- il variatore di rapporto sotto carico, installato su trasformatori di potenza da 5,4 MW (Mega Watt);
- i sezionatori MT del sistema a 10 kV che 3,7 kV dei gruppi di conversione, con comando a motore e manuale;
- gli interruttori MT associati a relè di protezione;
- il trasformatore MT/BT (bassa tensione);
- il trasformatore di isolamento, impiegato per separare i circuiti di alimentazione delle utenze all'esterno della sottostazione, impedendo in caso di guasto alla SSE, tensioni pericolose lato BT.

### Reparto 3kV c.c. al chiuso
Questa parte ha la funzione di conversione dell'energia, protezione e distribuzione TE, composta da:
- il raddrizzatore di gruppo al silicio, costituito da (armadi) contenenti i diodi con radiatori, gruppi di protezione R-C (Resistenze-Condensatori), sistema di controllo e allarme guasto e sistema di raffreddamento ad aria forzata;
- la sbarra a 3 kV c.c., costituita dalla sbarra in rame, relativi isolatori portasbarre, trasduttori, strumenti di misura della tensione e corrente di gruppo, grate di protezione. Collega inoltre un gruppo raddrizzatore al filtro assorbimento armoniche e al sezionatore bipolare di gruppo;
- il reattore filtro assorbimento armoniche;
- la cella condensatori che completa il filtro, suddivisa in sezioni, che comprende il relè ausiliario di allarme e segnalazione, la valvola di protezione e i sezionatori/commutatori di messa a terra per la scarica dei condensatori;
- il sezionatore MT c.c. (bipolare), che separa ciascun gruppo raddrizzatore dalle sbarre omnibus al bipolare che si utilizza per collegare la sottostazione mobile. Inoltre in questo reparto ci sono anche le protezioni e distribuzione TE (Trazione Elettrica) composta da: celle misure 3 kV c.c., comprendente strumenti sia a lettura diretta che registratori che tengono sotto controllo i parametri di tensione, assorbimenti e energia erogata dalla sottostazione;
- le sbarre omnibus, comprendenti sia le sbarre in rame che gli isolatori porta-sbarra, grate di protezione, derivazioni verso le apparecchiature e il sezionatore della cella misure con relativa manovra;
- l'interruttore extrarapido 3 kV c.c., comprendenti tutte le apparecchiature utilizzate per il suo funzionamento;
- il dispositivo di asservimento, costituito dall'alimentatore, sistema di interconnessione, relativo pannello comandi e segnalazione, che consente la protezione della linea TE, provocando l'apertura degli interruttori extrarapidi e sezionatori della tratta da proteggere;
- lo scaricatore 3 kV c.c., situato all'esterno, utilizzato per proteggere le apparecchiature interne della sottostazione, dalle sovratensioni della linea di contatto, scaricatore costituito da uno spinterometro, gruppo R-C, grata di protezione e collegamento all'impianto di terra.

### Reparto 3kV c.c. all'aperto
Questa parte ha la funzione di smistamento e alimentazione TE, composta da:
- condutture aeree a 3 kV c.c. di piazzale, composte da linee di alimentazione che collegano gli extrarapidi ai relativi sezionatori aerei a 3 kV c.c., compresi gli isolatori passanti, di amarro e derivazioni;
- i sezionatori aerei 3 kV c.c., di prima e seconda fila della SSE, inoltre ci sono i sezionatori automatici lungo linea;
- Il quadro di comando e controllo dei sezionatori 3 kV c.c., che si trovano nei posti di sezionamento automatico lungo linea;
- il complesso voltmetrico e amperometrico, costituito da sensori che attivano l'intervento delle protezioni (extrarapidi e sezionatori automatici).
- Inoltre in una SSE troviamo la supervisione, telecomando e alimentazione di emergenza e gli impianti di terra e ritorno TE. La supervisione, telecomando e alimentazione di emergenza è composta da: quadro di manovra, controllo e segnalazione, formato da apparecchiature che comandano, controllano e segnalano, i sezionatori e interruttori delle linee primarie in arrivo e in uscita dal piazzale delle SSE;

- gli impianti di telecomando, sia di tipo tradizionale che computerizzato, suddivisi in posto pilota e posti telecomandati, che hanno la funzione di telecomandare il funzionamento delle SSE;
- la batteria di accumulatori a vasi apribili, che forniscono la tensione richiesta;
- la batteria di accumulatori a vasi ermetici;
- il gruppo elettrogeno, utilizzato come alimentazione di riserva del gruppo statico.

L'impianto di terra e ritorno TE che ha la funzione del ritorno della corrente di trazione attraverso il negativo dei gruppi raddrizzatori che il ritorno della correnti di cortocircuito, ed è formata da:
- l'impianto di terra, che ha la funzione di impedire che le strutture metalliche siano sotto tensione e pericolose per il personale che si occupa della manutenzione delle SSE;
- il collegamento del negativo di SSE al circuito di ritorno TE, che porta la corrente di ritorno alla sottostazione;
- il circuito di apertura generale, che consente il caso di guasto nel reparto 3 kV c.c. all'interno della sottostazione di isolarla dal lato c.c. che lato c.a.[1].

## Descrizione impianto di SSE a 2x25 kV c.a.
Per impianto di SSE a 2x25 kV c.a. per linee AV/AC si intende:
- prelevamento dell'energia elettrica dalla rete Terna ad AAT(Altissima Tensione) 380-220 kV;
- distribuzione su linea elettrica RFI, tramite trasformatori, da centri di interconnessione in AAT, alla tensione di alimentazione di 150 kV.
- la sottostazione elettrica (SSE), che trasforma a 2x25 kV, l'energia elettrica usata per alimentare la linea di trazione, inoltre solo nelle SSE dei posti di parallelo, sono usati autotrasformatori.

Il funzionamento del sistema è il seguente:
l'alimentazione primaria viene prelevata dalla rete Terna ad altissima tensione (380-220 kV) con allacciamenti dedicati. Questi allacciamenti sono realizzati attraverso stallo dedicato derivato dalla sbarra AAT, tramite autotrasformatore di potenza elevata, 250 MVA (Mega Volt Ampere), con il secondario alla tensione di 150-132 kV su sbarra dedicata RFI. Dalla sbarra in AT, si possono derivare due elettrodotti, tra cui uno di riserva, per alimentare punto-punto la SSE, oppure alimentare la SSE più vicina, dal quale si entra nella rete primaria di RFI, con collegamenti in entra-esce con le SSE adiacenti ed elettrodotti dedicati. Le SSE derivate punto-punto dai centri di interconnessione in AAT di Terna, sono poste a distanza di 50 km. La tensione di alimentazione primaria è di 132-150 kV.
Nel lato AT, le SSE hanno due stalli di arrivo e partenza linee, una è per l'alimentazione elettrica della SSE, l'altra configurata in entra-esce, alimenta la SSE vicina.
Dalle due semisbarre si derivano le alimentazioni elettriche dei due gruppi di trasformazione, attraverso sezionatori a pantografo mono-trifasi, che hanno la possibilità di selezionare la fase di uno solo dei due poli, mentre l'altra è fissa.
I due trasformatori di gruppo monofasi da 60 MVA, cui uno di riserva, forniscono una tensione al secondario di 50 kV con presa centrale a terra, per cui 2x25 kV.
Questi trasformatori sono collegati, lato primario, alle stesse fasi, ma in opposizione di fase. Un emisezionamento di sbarra consente di mantenere in servizio un trasformatore in caso di guasto alla sbarra.
L'alimentazione TE dei binari nelle due direzioni è costituita da quattro montanti alimentatori bipolari, con un interruttore a protezione delle linee da cortocircuiti e due sezionatori bipolari.
Nel lato linea di trazione, la SSE alimenta la linea di contatto e il feeder con due tensioni alternate di 25 kV in opposizione di fase, per cui si ha la + 25 kV alla linea di contatto e la - 25 kV al feeder.
La tratta tra due SSE si divide in quattro sub-tratte, di 12,5 km, sezionabili elettricamente e configurabili alle loro estremità in corrispondenza dei Posti di Parallelo e delle SSE stesse.
Nei posti di parallelo, sono installati autotrasformatori da 15 MVA, con presa centrale a terra, collegati tra linea di contatto e feeder. Gli autotrasformatori, prelevando energia dal feeder e filtrando correnti dal circuito di ritorno, ridistribuiscono simmetricamente le correnti tra linea di contatto e feeder nelle tratte di linea non interessate da convogli.
Nei posti di parallelo, sono presenti organi di manovra e sezionamento che permettono sia l'inserzione degli autotrasformatori, che il collegamento in parallelo delle linee di contatto.
I posti di parallelo che alimentano i tratti terminali, sono denominati Posti di Parallelo Semplice, perché hanno un solo autotrasformatore da 15 MVA con la possibilità di effettuare il collegamento di parallelo tra linea di contatto e feeder dei binari.
Ogni SSE alimenta a sbalzo 25 km di linee per ogni direzione, con la propria fase di alimentazione. Tratte vicine, hanno alimentazione con fasi sfasate di 120°.Il posto in cui è limite tra alimentazioni di due SSE vicine è denominato Posto di Cambio Fase.
Infatti, la linea di trazione elettrica è suddivisa in celle di lunghezza di 12 km e la corrente di trazione si distribuisce nelle varie celle.
I Posti di Confine elettrico tra i sistemi a 3 kV c.c. e 25 kV c.a. si trovano in corrispondenza degli imbocchi e delle interconnessioni tra le tratte AV/AC e la rete a 3kV. Sono realizzati con un tratto centrale messo a terra e due tratti neutri vicini, da percorrere a pantografi abbassati, per poi dopo il Posto di Confine elettrico, alzare il pantografo per i 3 kV o per 25 kV, in base alla linea da percorrere se a 3 kV o 25 kV.
In particolare, sul lato 25 kV c.a. sono stati installati a 1 km dal giunto Posto di Confine elettrico, Trasformatori Separatori collegati lato primario tra linea di contatto di piena linea e il binario e lato secondario tra linea di contatto e il binario lontano, tramite cavo isolato collegato al binario stesso in prossimità del giunto Posto di Confine elettrico.
Lato 3 kV c.c. sono installati a 1 km dal giunto Posto di Confine elettrico, sia sulla linea di contatto che sul binario, filtri soppressori di armoniche, risonanti a 50 Hz. Questi filtri riducono le correnti a 50 Hz verso il sistema a 3 kV.
L'energia elettrica per l'alimentazione delle utenze lungo linea si ottiene prelevandola dal feeder a 25 kV. Questo si ottiene con appositi posti di trasformazione 25 kV/400 V, che possono alimentare lato BT, i Posti Periferici Fissi, le antenne del GSM-R e le altre utenze ferroviarie.
Il comando e il controllo degli impianti di trazione elettrica e SSE viene eseguito attraverso il sistema di telecomando DOTE, situato presso il Posto Centrale in modo da gestire le configurazioni dei Posti di Confine sulla linea di contatto.
Il DOTE, oltre gestire lo Stato delle alimentazioni del sottosistema energia, acquisisce informazioni di monitoraggio e diagnostica delle apparecchiature di SSE e di linea.

## Principali sigle usate negli impianti di trazione elettrica
AAT: Altissima Tensione;
AC: Alta Capacità;
AT: Alta Tensione;
AV: Alta Velocità;
ATR: Autotrasformatore;
BT: bassa tensione;
c.a.: corrente alternata;
c.c.: corrente continua;
DOTE: Dirigente Operativo Trazione Elettrica;
feeder: Alimentatore - 25kV;
GSM-R: Global System Mobile-Railway
LdC: Linea di contatto a + 25kV;
MT: Media Tensione;
MVA: Mega Volt Ampere;
MW: Mega Watt;
PC: Posto Centrale;
PCF: Posto di Cambio Fase;
PDT: Posto di Trasformazione derivato dal feeder;
POC: Posto di Confine Elettrico;
PP: Posto di Parallelo;
PPD: Posto di Parallelo Doppio;
PPF: Posto Periferico FIsso;
PPS: Posto di Parallelo Semplice;
PSA: Posto di Sezionamento Automatico;
RFI: Rete Ferroviaria Italiana
SSE: Sottostazione Elettrica;
TE: Trazione Elettrica;
TN: Tratto Neutro;
TS: Trasformatore Separatore.